# Гексанитрокобальтат(III) калия
Гексанитрокобальта́т(III) ка́лия (соль Фи́шера) — неорганическое комплексное соединение с формулой K3[Co(NO2)6]. Аналогичное растворимое в воде соединение с катионами натрия (гексанитрокобальтат натрия) является качественным реактивом на ионы калия.

## История
Впервые гексанитрокобальтат калия был описан в 1848 году Николаусом Вольфгангом Фишером в Вроцлаве.

## Свойства
Соль Фишера представляет собой жёлтые кристаллы. Из-за жёлтого цвета вещество также получило названия Кобальт жёлтый и Индийская жёлтая. Плотность 2,64 г/см3, плохо растворимо в воде (0,02 % по массе) и этаноле (0,0025 %). Кристаллы с кубической решёткой. Разлагается при кипячении с водой, а также выше 200 °C. Соль Фишера кристаллизуется в виде пентагидрата (K3[Co(NO2)6] · 5H2O). Пентагидрат имеет кубическое строение кристаллов.

## Получение
Гексанитрокобальтат калия получают кипячением раствора хлорида кобальта, подкисленного уксусной кислотой, с избытком нитрита калия:
{\displaystyle {\mathsf {CoCl_{2}+7KNO_{2}+2CH_{3}COOH\rightarrow K_{3}[Co(NO_{2})_{6}]\downarrow +~NO+2KCl+}}} 
 {\displaystyle {\mathsf {2CH_{3}COOK+H_{2}O}}}

## Применение
Применяется в качестве пигмента для художественных красок и для росписи на стекле и фарфоре. В спектре красок вещество имеет индекс PY40(Pigment Yellow 40) и HTML код #E2DC30. Пигмент популярен под названием "Ауреолин". 
Реактив для обнаружения Bi, Hg и других металлов.

## Примечния
1. ↑  N. W. Fischer. Ueber die salpetrichtsauren Salze. — 1848-01-01. — doi:10.1002/andp.18491500512.
2. 1 2  Гексанитрокобальтат(III) калия. Выращивание кристаллов (28 января 2018). Дата обращения: 4 июня 2025.
3. ↑  Ауреолин - Желтый кобальт. www.ukoha.ru. Дата обращения: 5 июня 2025.